# Ямских, Елена Леонидовна
Елена Леонидовна Ямских (род. 9 сентября 1974 года) — заслуженный мастер спорта России по пауэрлифтингу.

## Биография
Родилась 9 сентября 1974 года в г. Красноярске.
В сентябре 1989 года, в 15-летнем возрасте, пришла в оздоровительную группу, «попробовала» тяжёлую атлетику, но выбрала пауэрлифтинг. Выступала в турнирах по пауэрлифтингу IPF ещё в годы СССР. Тренировалась в Красноярске у С. Вислоцкого в спортивном клубе «Авангард», стадион завода «Сибтяжмаш».
В 1996 году ей было присвоено звание заслуженный мастер спорта России.
в 1999 году окончила Дивногорское Училище Олимпийского Резерва (Красноярский край) по специальности «Тренер-преподаватель по пауэрлифтингу».
По окончании выступлений работает персональным тренером.

## Достижения
- 1990 год — серебряный призёр в жиме лёжа на 1-м кубке РСФСР по пауэрлифтингу.
- 1991 год — серебряный призёр кубка России (г. Томск) в категории до 52 кг. В этом же году стала чемпионкой СССР в городе Ленинграде и вошла в состав сборной СССР для участия на чемпионате мира в г. Нью-Дели, Индия, где заняла 10 место.
- 1993 год — выиграла первый чемпионат мира среди юниоров в г. Гамильтон, Канада в категории до 48 кг. В этом же году стала серебряной призёркой на чемпионате мира среди женщин (г. Йёнчёпинг, Швеция), уступив первенство 4-кратной чемпионке мира из Франции — Клавдин Коньяк. В ноябре 1993 года стала бронзовым призёром на чемпионате Европы по жиму лёжа (г. Будапешт, Венгрия) с результатом 82,5 кг в весовой категории до 48 кг.
- 1994 год — абсолютная чемпионка мира среди юниоров (г. Бали, Индонезия), установила 17 рекордов мира среди юниоров. В этом же году стала чемпионкой Европы среди женщин в категории до 48 кг с установлением рекорда Европы в тяге.
- 1995 год — впервые выиграла чемпионат мира среди женщин (Токио, Япония), подтвердила звание чемпионки Европы, чемпионки Мира среди юниоров и чемпионки Европы в жиме лёжа. С этого года и по 2000 (год окончания спортивной карьеры) не проиграла ни одного международного старта[источник не указан 2660 дней].

## Действующие рекорды
- 1997, 1998 год — становая тяга — 175 кг.